# 藤原由子
藤原 由子（ふじわら ゆうこ、1977年8月2日 - ）は、元NHK広島放送局の契約キャスター。

## 来歴
広島県広島市出身。広島県立廿日市高等学校、桜美林大学卒業。劇団東京乾電池と劇団テアトロ〈海〉の舞台に出演した経験あり。
2004年5月からは、フリーアナウンサー・クラブからの派遣で佐渡市ケーブルテレビのアナウンサーを務めていた。
後に帰郷し、NHK広島放送局の契約キャスターになる。

## 担当番組
- お好みワイドひろしま（NHK広島放送局） - リポーター[3]
- おはようちゅうごく（NHK広島放送局） - キャスター[3]